# Silvio I Nimrod de Wurtemberg-Oels
Silvio I Nimrod, duque de Württemberg-Oels (Weiltingen, 2 de mayo de 1622-Brzezinka en Silesia, 24 de abril de 1664) fue el primer duque de Oels-Wurtemberg.

## Biografía
Silvio era hijo del duque Julio Federico de Wurtemberg-Weiltingen y de Ana Sabina de Schleswig-Holstein-Sonderburg.
En 1638, participó en el ejército de Bernardo de Sajonia-Weimar sitiando Breisach.

### Matrimonio e hijos
Silvio, se casó el 1 de mayo de 1647 en Oels, con Isabel María, duquesa de Oels (1625-1686), cuyo padre, el duque Carlos Federico I, murió unas semanas después. 
La pareja tuvo cinco hijos y dos hijas:
- Ana Sofía (1648-1661).
- Carlos Fernando (1650-1669).
- Silvio II Federico (1651-1697).
- Cristián Ulrico I (1652-1704).
- Julio Segismundo (1653-1684).
- Cunegunda Juliana (1655-1655).
- Silvio (1660-1660).

Como Carlos Federico, fue el último duque reinante de Oels, el ducado cayó ante la Corona de Bohemia como un feudo vacante. El emperador Fernando III, en su calidad de rey de Bohemia, heredó el ducado. Después de largas negociaciones, Silvius Nimrod fue investido el 15 de diciembre de 1648 en Viena con el Ducado de Oels, a cambio de 20 000 florines y el señorío moravo de Jevišovice. Silvio Nimrod comenzó a reconstruir el Ducado, que había sufrido durante la Guerra de los Treinta Años. Se centró en la educación y la Iglesia. En 1652, fundó la Orden de la Calavera, que existió hasta el siglo XIX.
Angelus Silesius, fue su médico de la corte de 1647 a 1652. Matthäus Apelt fue hasta 1639 su concejal ducal y director musical de la corte.
Silvio Nimrod murió de un derrame cerebral el 26 de abril de 1664, durante una visita a Brzezinka. De acuerdo con su última voluntad y testamento, el duque Christian de Liegnitz-Brieg asumió la tutela de los hijos menores de Silvio Nimrod. Para evitar una tutela imperial, lo que probablemente implicaría una educación católica, Christian envió a los jóvenes príncipes a Tubinga, donde estudiaron en el Collegium illustre.